# Babina (kanał)
Babina – kanał wodny w Dolinie Dolnej Odry, w woj. zachodniopomorskim, w granicach Szczecina, łączący jezioro Dąbie z Odrą, o długości 1,2 km.
Północny brzeg Babiny stanowi Mewia Wyspa. Południowy brzeg stanowią: Kacza Wyspa i Dębina, pomiędzy którymi kanał Czapina łączy się z Babiną.
Babina wraz z Ińskim Nurtem stanowią główne ujście wód do Odry z Dąbia, do którego uchodzą wody Odry Wschodniej poprzez Regalicę.
Prostopadle do ujścia Babiny do Odry przebiega granica między śródlądowymi wodami powierzchniowymi a morskimi wodami wewnętrznymi. Babina stanowi część śródlądowej drogi wodnej klasy Vb.
Nazwę Babina wprowadzono urzędowo w 1949 roku, zastępując poprzednią niemiecką nazwę Babbin.